# Pressurized Mating Adapter
Tạm dịch là bộ phận kết nối tiếp hợp điều áp, Pressurized Mating Adapters (PMA) giúp các tàu vũ trụ kết nối với nhau và tạo một lối đi cho các nhà du hành, các thiết bị cũng như đồ tiếp tế.

## Lịch sử

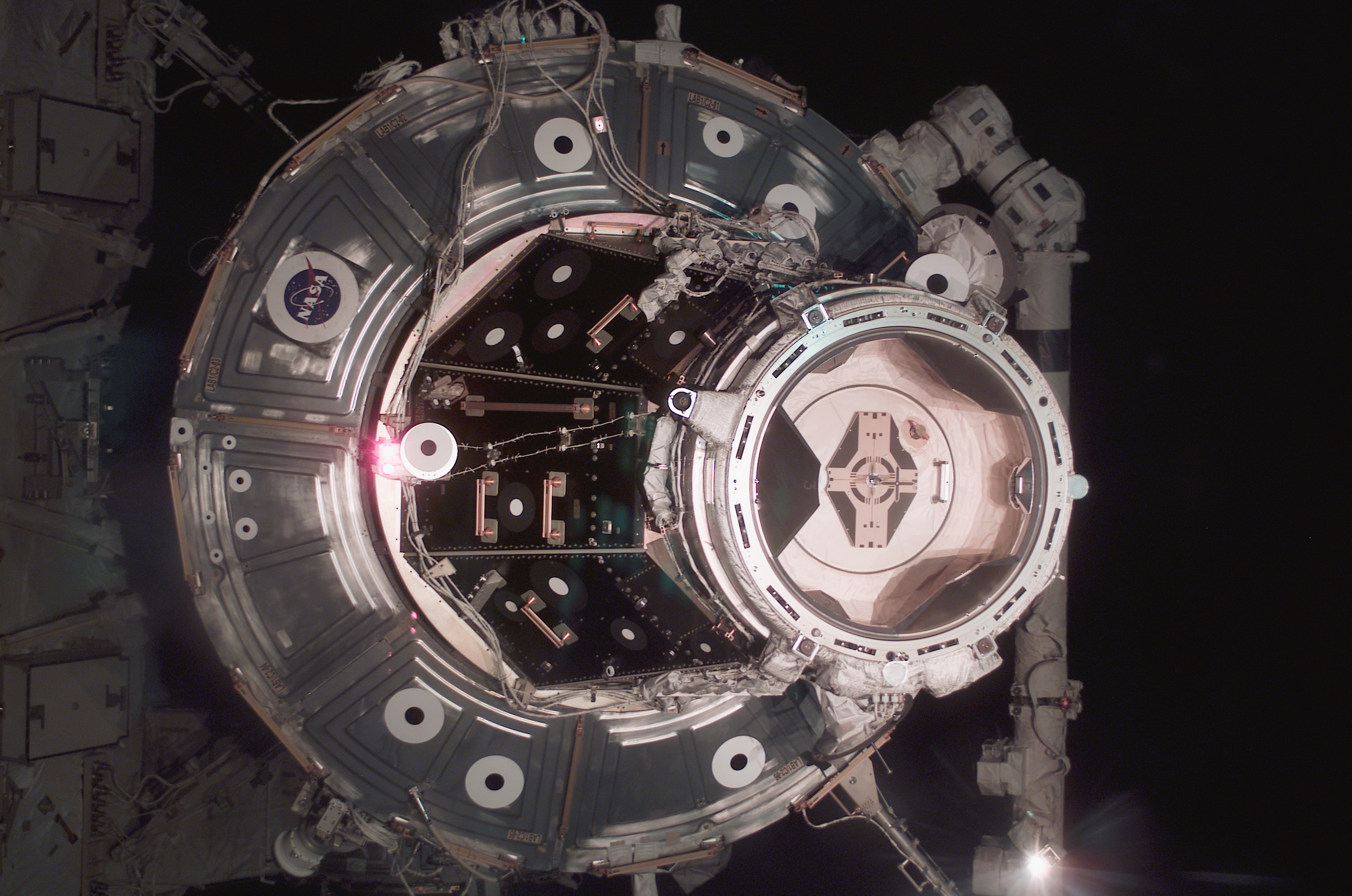
PMA 2

Các PMA được Boeing xuất tại Huntington Beach, California.Trên trạm không gian quốc tế có tất cả ba PMA. PMA 1 và PMA 2 được phóng lên cùng với Unity trong STS-88. PMA 3 được phóng lên trên STS -92 cùng với giàn Z1. PMA 1 được dùng để kết nối Unity với Zarya. PMA 2 được gắn tạm thời lên Z1 cho đến khi phòng thí nghiệm Destiny được lắp ghép vào trạm trong STS-98, nó được nối vào đầu phía trước của phòng thí nghiệm này. Trong sứ mệnh STS-120 nó được chuyển sang đầu phía trước của Harmony. PMA 2 là chỗ đậu chủ yếu của các tàu con thoi trong các sứ mệnh lên trạm ISS.PMA 3 được gắn vào một Common Berthing Mechanism (CBM) trên Unity. PMA 2 và PMA 3 có thể thay thế lẫn nhau.

## Chức năng
Các PMA có chức năng cơ bản là nối một cổng CBM của một module của trạm ISS với một cổng kết nối Androgynous Peripheral Attach System (APAS) của một module khác hay một tàu vũ trụ đang đậu. Các PMA được điều áp nên nó giống như một đường hầm nhỏ và ngắn mà các phi hành gia có thể sử dụng để di chuyển giữa các bộ phận của trạm cũng như giữa trạm với một con tàu vũ trụ đang đậu trên nó. Trên PMA có các mặt tiếp xúc cơ học, thiết bị cho đi bộ không gian, hệ thống điện năng và đường dây điều khiển và xử lý dữ liệu. PMA cũng truyền oxy và nitơ cao áp từ tàu con thoi vào trạm.

## Cơ cấu hoạt động
Các PMA có hình nón cụt xiên, trong đó đầu lớn là CBM còn đầu nhỏ là APAS. PMA 1 là cái duy nhất có 1 APAS chủ động và nó cũng chỉ hoạt động một lần duy nhất khi kết nối Unity với FGB. PMA 2 và 3 mỗi cái có một cổng APAS thụ động. Các thiết bị này kéo lẫn nhau, khóa lại và bịt kín, giúp tạo ra sự đóng kín chặt chẽ, giúp các phi hành gia di chuyển giữa trạm và tàu vũ trụ trong trang phục bình thường. Sự kết nối kín chặt này là một phần của công nghệ CBM. Khi một tàu con thoi đậu vào trạm, giai đoạn tiếp cận cuối cùng diễn ra ở tốc độ tương đối chỉ vài cm một giây khi nó chuẩn bị tiếp xúc với PMA 2. Khi các chốt ghép 2 đối tượng này với nhau một cách tự động và chuyển động tương đối của chúng không còn, một phi hành gia trên tàu con thoi kéo đai đai kết nối (docking ring) trên cơ cấu của tàu con thoi lại, đóng các chốt để cố định chắc chắn tàu con thoi vào trạm.